# تراژدی آمریکایی
تراژدی آمریکایی (به انگلیسی: An American Tragedy) که در ایران با نام مکانی در آفتاب نیز شناخته می‌شود، رمانی از تئودور درایزر، نویسندهٔ اهل ایالات متحده آمریکا است.
تراژدی آمریکایی تا کنون دو بار به فارسی برگردانده شده‌است؛ یکبار به دست سعید باستانی با همین عنوان و یک بار توسط علی‌اصغر انتظاری با نام مکانی در آفتاب که برگرفته از عنوان فیلم اقتباسی از رمان است. این کتاب به عنوان یکی از صد رمان برتر جهان به انتخاب مجله تایم قرار گرفته است.